# Gheorghe Carp
Gheorghe Carp (n. 20 mai 1956, Oradea, România) este un senator român, ales în 2020 din partea PNL. 